# 和歌山県道174号箕島停車場線
和歌山県道174号箕島停車場線（わかやまけんどう174ごう みのしまていしゃじょうせん）は、和歌山県有田市を通る一般県道である。

## 概要
JR西日本紀勢本線 箕島駅から有田市箕島に至る。
道路周辺には商店街とショッピングセンター、小中学校がある。

### 路線データ
- 起点：有田市箕島（JR西日本紀勢本線 箕島駅前）
- 終点：有田市箕島（安諦橋北詰交差点、国道480号交点、和歌山県道20号有田湯浅線起点、和歌山県道172号千田箕島線終点）
- 実延長：250 m

## 歴史
本路線は、道路法（昭和27年法律第180号）第7条の規定に基づき、一般県道として1959年（昭和34年）に和歌山県が第1次認定した路線のひとつである。

### 年表
- 1959年（昭和34年）5月14日 - 和歌山県が一般県道として箕島停車場線を認定[1]。

## 地理

箕島の街並

### 通過する自治体
- 和歌山県
  - 有田市

### 交差する道路
| 交差する道路                                                 | 交差する場所 | 交差する場所            |
| ------------------------------------------------------------ | ------------ | ----------------------- |
| 国道480号 和歌山県道20号有田湯浅線 和歌山県道172号千田箕島線 | 箕島         | 安諦橋北詰交差点 / 終点 |

### 沿線
- JR西日本紀勢本線 箕島駅
- オークワ箕島店
- 有田市立箕島小学校
- 有田市立有和中学校
- 有田川
- 有田市役所（終点付近）
- 和歌山県立箕島高等学校（終点付近）